# Boldogkőváralja
Boldogkőváralja is een plaats (község) en gemeente in het Hongaarse comitaat Borsod-Abaúj-Zemplén. Boldogkőváralja telt 1170 inwoners (2001).

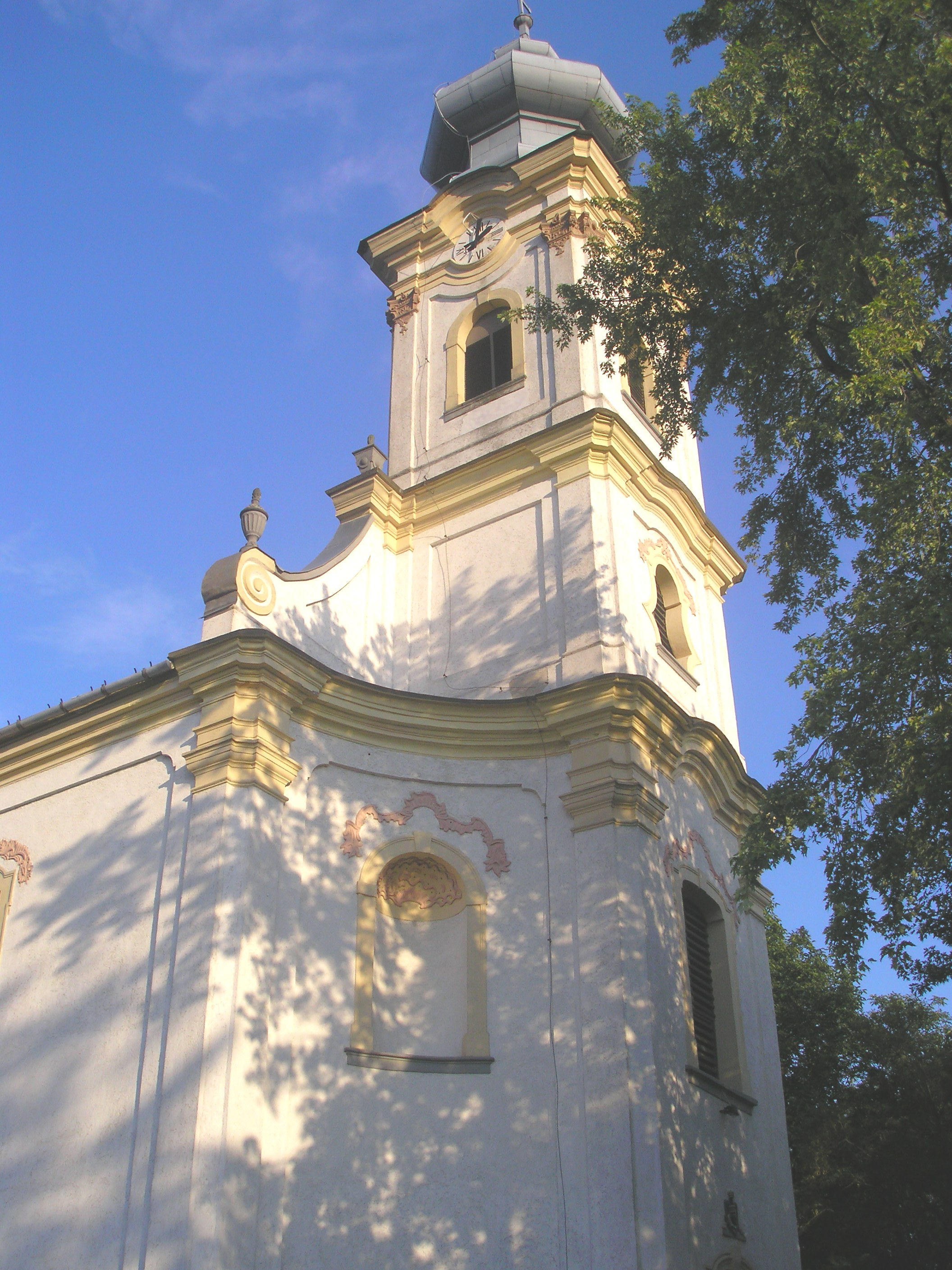
De kerk van Boldogkőváralja